# Älvho
Älvho er en by i Ljusdals kommun i Gävleborgs län i Sverige, beliggende lige på grænsen til Orsa kommun. Byen ligger langs med Inlandsbanan cirka 8 kilometer vest for Noppikoski og Europavej E45. Den ligger også i det område som normalt kaldes Orsa Finnmark.

## Historie
Byen opstod ved at en station på Inlandsbanan blev placeret her umiddelbart efter år 1900. Byen hed fra starten Oreho efter truger i Ore älv, som løber gennem området. Senere skiftede byen og stationen navn til Älvho. Byen voksede til en lille stationsbebyggelse og havde i en periode både skole, butikker og café og fungerede som en slags hovedby for området. Da indbyggertallet var på sit højeste havde byen nogle hundrede indbyggere i midten af 1900-tallet.

## Forbindelser
Älvho ligger cirka 8 kilometer fra E45 med forbindelser sydpå til Orsa og nordpå til Sveg. I det nærtbeliggende Noppikoski findes busforbindelser til Mora og Östersund med to afgange dagligt i hver retning. Om sommeren standser turisttogene ved Älvho station og byen har dermed togforbindelse til Mora og Östersund med én afgang dagligt i hver retning.